# Ligne de Nantes-Orléans à Saintes
La ligne de Nantes-Orléans à Saintes est une ligne ferroviaire française à écartement standard, reliant Nantes (Loire-Atlantique) à Saintes (Charente-Maritime), où elle rejoint la ligne de Chartres à Bordeaux-Saint-Jean, constituant ainsi une partie de la grande ligne transversale de la façade atlantique, entre la Bretagne et l'Aquitaine.
Initialement concédée à la Compagnie du chemin de fer Grand-Central, la ligne est construite dans les années 1860 sous quatre concessions attribuées l'une à la Compagnie d'Orléans, les autres à la Compagnie des Charentes. L'État rachète les concessions de la Compagnie des Charentes en 1877 et celle de la Compagnie d'Orléans en 1883.
Cette ligne porte le numéro 530 000 du réseau ferré national.

## Géographie

### Villes desservies
Elle part de Nantes (gare d'Orléans) et passe à Clisson (Loire-Atlantique), La Roche-sur-Yon (Vendée), Luçon (Vendée), La Rochelle (Charente-Maritime) et Rochefort (Charente-Maritime) avant d'atteindre Saintes.

### Relief et géologie
Entre Luçon et La Rochelle, la ligne traverse une zone de terrains marécageux peu stables, qui ont nécessité des travaux de consolidations autour de 2020, avec une obligation de circulation à vitesse réduite (le temps de parcours de Nantes à Bordeaux (train Intercités) étant alors de 5 heures au lieu de 4).

## Historique

### Voie ferroviaire de Nantes à La Roche-sur-Yon (années 1850)
Elle est d'abord concédée à la Compagnie du chemin de fer Grand-Central de France, mais celle-ci ayant fait faillite, la concession est réattribuée à différentes compagnies, dont la plus importantes est la Compagnie du chemin de fer de Paris à Orléans (Compagnie d'Orléans), qui détient déjà les lignes de Paris (gare d'Austerlitz, alors appelée gare d'Orléans) à Orléans, d'Orléans à Nantes (par Tours) et de Tours à Bordeaux. 
La Compagnie d'Orléans obtient la concession à titre définitif du tronçon de « Nantes à Napoléon-Vendée » (La Roche-sur-Yon) par une convention signée le 11 avril 1857 avec le ministre des Travaux publics et approuvée par décret le 19 juin 1857.
La ligne Nantes-La Roche-sur-Yon est construite dans les années suivantes et sera achevée en 1866.

### Voie de La Roche-sur-Yon à Saintes (années 1860)
En 1860, compte tenu des infrastructures existantes, le trajet ferroviaire pour aller de Nantes à Bordeaux passe donc par Tours, Poitiers et Angoulême. Cet itinéraire engendre des durées de voyage qui paraissent excessives. Les pouvoirs publics envisagent aussi de promouvoir un axe plus direct, le long du littoral atlantique, qui a aux yeux du gouvernement un intérêt stratégique, permettant d'achever l'axe Brest-Bayonne et d'assurer le déploiement rapide des forces armées en cas de conflit. Il s'agit en pratique de prolonger la ligne Nantes-La Roche-sur-Yon jusqu'à Coutras.
Les sections de La Roche-sur-Yon à La Rochelle et de Rochefort à Saintes, déclarées d'utilité publique par décret impérial du 14 juin 1861, sont concédées à la Compagnie des chemins de fer des Charentes (décret impérial du 19 avril 1862). L'adjudication est approuvée par décret impérial le 6 juillet 1862.  Toutefois, la Compagnie du PO, soucieuse de préserver sa ligne phare Paris-Bordeaux, se montra réticente à concrétiser ce nouveau projet. Face à ce refus, l’État décida d’assumer seul le financement initial des travaux, allouant une somme de 22 millions de francs. Cependant, il revint rapidement sur cette décision et préféra confier la réalisation de l’ensemble du projet à un concessionnaire privé, moyennant un investissement total estimé à 64,1 millions de francs. Le tronçon La Roche-sur-Yon à La Rochelle, à lui seul, représentait un coût de 17,5 millions de francs.
Néanmoins, face à l'enjeu de ce projet d'envergure, le pouvoir concédant revint rapidement sur sa décision initiale et lança un appel d'offres public. Celui-ci portait sur un investissement global de 64,1 millions de francs, dont une part non négligeable de 17,5 millions était destinée au seul tronçon reliant La Roche-sur-Yon à La Rochelle. Une loi organique, promulguée le 11 juin 1862, vint encadrer de manière précise les modalités de réalisation de ces nouvelles lignes ferroviaires. Elle définissait ainsi les règles applicables en matière d'expropriation, de terrassements, d'ouvrages d'art et précisait la répartition des charges entre le pouvoir concédant et les futurs exploitants. Selon cette loi, le concessionnaire était tenu de financer l'infrastructure ferroviaire, tandis que l'État prenait en charge les aménagements des gares. Ainsi, sur le montant total de 64,1 millions de francs nécessaire à la réalisation des quatre lignes concédées, l'État s'engagea à verser une subvention de 20,495 millions de francs, répartie en seize versements semestriels à compter du 15 janvier 1864. Les offres furent déposées dès le 16 juin 1862 et, par une loi du 6 juillet suivant, le lot des quatre lignes fut adjugé aux fils de M. Guilhou jeune. Toutefois, ces derniers cédèrent rapidement leurs droits à une nouvelle compagnie ferroviaire, la Compagnie des Charentes, créée spécifiquement à cet effet. Fondée le 5 août 1862 et dotée de statuts approuvés par décret impérial le 30 mai 1863, cette compagnie présentait une particularité notable : si ses actionnaires majoritaires étaient des personnalités locales, notamment de grands négociants en eaux-de-vie de Cognac, son conseil d'administration était quant à lui entièrement composé de notables parisiens, pour la plupart des rentiers. La Compagnie des Charentes se trouva ainsi investie d'une lourde responsabilité : elle était tenue de lancer les travaux de construction dans l'année qui suivit l'attribution de la concession et de les mener à bien dans un délai maximal de huit ans.
La section de La Rochelle à Rochefort est concédée à titre éventuel à la Compagnie des chemins de fer des Charentes par une convention signée le 18 juillet 1868 entre le ministre des Travaux Publics et la compagnie. Cette convention est approuvée par un décret impérial à la même date. Cette section est déclarée d'utilité publique par décret impérial le 22 septembre 1869 rendant la concession définitive.

### Mise en service de la ligne Nantes-Saintes (1866-1873)
La mise en service de la ligne s'échelonne en plusieurs phases, confiées à deux compagnies concessionnaires distinctes. La Compagnie d'Orléans inaugure le tronçon Nantes-La Roche-sur-Yon le 30 décembre 1866, dans le cadre d'un projet ambitieux visant à relier Nantes à Limoges via Chantonnay et Niort. La Compagnie des Charentes prend le relais, ouvrant successivement les sections Rochefort-Saintes le 15 avril 1867, La Roche-sur-Yon-La Rochelle le 14 mars 1871, et enfin La Rochelle-Rochefort le 29 décembre 1873.

### Reprise de la ligne par les chemins de fer de l'État (1877 et 1883)
La Compagnie des Charentes, dès ses premières années d'exploitation, s'est trouvée confrontée à une concurrence acharnée de la part de la Compagnie d'Orléans (PO). Profitant du délai de construction de la ligne côtière, cette dernière a mis en œuvre une politique tarifaire particulièrement agressive, contraignant ainsi la Compagnie des Charentes à des conditions d'exploitation particulièrement onéreuses dans les gares communes de La Rochelle et de Rochefort. Ces contraintes ont poussé la Compagnie des Charentes à édifier ses propres infrastructures ferroviaires, alourdissant considérablement ses charges d'exploitation.
Le trafic de transit, loin d'atteindre les niveaux escomptés, s'est avéré décevant. La Compagnie des Charentes a ainsi peiné à équilibrer ses comptes, les recettes ne suffisant guère à couvrir les dépenses. Il est à noter qu'à cette époque, les liaisons ferroviaires entre Nantes et Bordeaux, malgré leur fréquence, étaient d'une lenteur extrême, avec des trains s'arrêtant dans toutes les gares intermédiaires. Une telle offre, peu attrayante, ne pouvait inciter les voyageurs à privilégier le rail.
Si le littoral sud de la Charente-Maritime, riche en stations balnéaires, a bénéficié d'un certain dynamisme touristique, il n'en allait pas de même pour le nord de ce département et le sud de la Vendée. Ces régions, à la densité de population faible et aux attraits touristiques limités, ont toujours souffert d'un trafic ferroviaire peu dense. Ces contraintes géographiques et économiques, qui perdurent encore de nos jours, expliquent en grande partie les difficultés rencontrées par les compagnies ferroviaires pour maintenir des dessertes régulières sur ces territoires. 
En 1877, l'État rachète le réseau de la Compagnie des Charentes par une convention signée entre le ministre des Travaux publics et la compagnie le 31 mars 1877 et approuvée par une loi le 18 mai 1878. La ligne de La Roche-sur-Yon à Saintes est alors exploitée par l'administration des chemins de fer de l'État.
En 1883, la section de Nantes à La Roche-sur-Yon est reprise par l'État à la Compagnie d'Orléans par une convention signée entre le Ministre des travaux publics et la compagnie le 28 juin 1883 et approuvée par une loi le 20 novembre suivant. L'exploitation est aussi reprise par l'administration des chemins de fer de l'État.

### De l'aube duXXeaux années 1970
Véritable artère ferroviaire, la ligne Nantes-Saintes constitue un axe de transit majeur entre le nord et le sud de la France, principalement destiné au transport de voyageurs. Si de nombreux trains relient directement les deux métropoles, l'offre est complétée par des liaisons longue distance, tant diurnes que nocturnes, assurant des correspondances entre l'Ouest, le Sud-Ouest et le Sud-Est de la nation. Ainsi, les villes de Brest et de Quimper sont notamment reliées à la Côte d'Azur par cet itinéraire.
Toutefois, le trafic local, particulièrement sur la portion septentrionale de cette ligne, demeure relativement modeste en raison de la faible densité de population des régions traversées.
De même, le transport de marchandises souffre de cette situation géographique. Les activités économiques, essentiellement agricoles, ne sont pas en mesure de générer des volumes de fret significatifs. Néanmoins, cet axe joue un rôle essentiel dans le transit de marchandises entre la Bretagne et le Sud-Ouest. Par ailleurs, certaines localités, telles que La Rochelle, concentrent une activité industrielle notable. À titre d'exemple, l'usine Talbot, desservie par une voie ferrée à Rompsay, expédie quotidiennement un ou deux trains complets de marchandises.

### Déclin depuis les années 1980
L'essor de l'automobile et des transports poids lourds à partir des années 1960, favorisé par le développement du réseau autoroutier, conduit à la marginalisation des lignes ferroviaires transversales. La ligne Nantes-Saintes n'a pas échappé à ce sort.
Le trafic omnibus local (arrêt à chaque gare), le plus vulnérable à cette évolution, est le premier à pâtir de cette situation. Dès le 28 septembre 1980, il est supprimé sur le tronçon La Roche-sur-Yon-La Rochelle pour être reporté sur le réseau routier[pas clair]. Simultanément toutes les gares situées entre Marans et La Rochelle sont fermées au service des voyageurs. Seuls subsistent les trains de transit (aujourd'hui nommés « Intercités ») reliant Nantes à Bordeaux, auxquels s'ajoutent quelques liaisons plus longues à destination de la Bretagne, de Toulouse ou de Marseille. 
La mise en service progressive d'une liaison autoroutière Nantes-Bordeaux par Niort à partir des années 1990, porte un coup aux liaisons ferroviaires sur le tronçon Nantes-La Rochelle. Face à un déficit d'exploitation croissant, la SNCF envisage de supprimer les liaisons directes entre les deux villes, à moins d'une intervention financière des régions concernées. Une telle mesure aurait eu pour conséquence de désaffecter complètement le tronçon La Roche-sur-Yon-La Rochelle, qui ne voit plus circuler que quelques trains quotidiens reliant Nantes à Bordeaux et quelques trains saisonniers destinés notamment aux pèlerinages vers Lourdes.
Quant au trafic de marchandises, il s'est quasiment éteint, notamment après l'arrêt de la desserte ferroviaire de la zone industrielle de Périgny-Rompsay et la fermeture de l'usine Triaxe. Le seul trafic régulier consiste en l'acheminement de porte-autos neufs depuis l'usine Citroën de La Janais, près de Rennes, jusqu'au triage ferroviaire de Bordeaux-Hourcade. Quelques trains de marchandises circulent occasionnellement entre Bordeaux et Nantes en passant par Saint-Pierre-des-Corps (près de Tours) et Poitiers.

### Travaux de 2020-2021 sur le tronçon La Roche-sur-Yon-La Rochelle
La ligne ferme entre La Rochelle et La Roche-sur-Yon du 6 janvier 2020 au 30 juillet 2021 pour permettre la modernisation d'une des deux voies et la dépose de l'autre.
En même temps, les gares de Luçon et de Marans deviennent des gares de croisement. 
Ces travaux prévus pour se terminer en mai 2021 prennent du retard à la suite de la pandémie de Covid-19,.

## Infrastructure

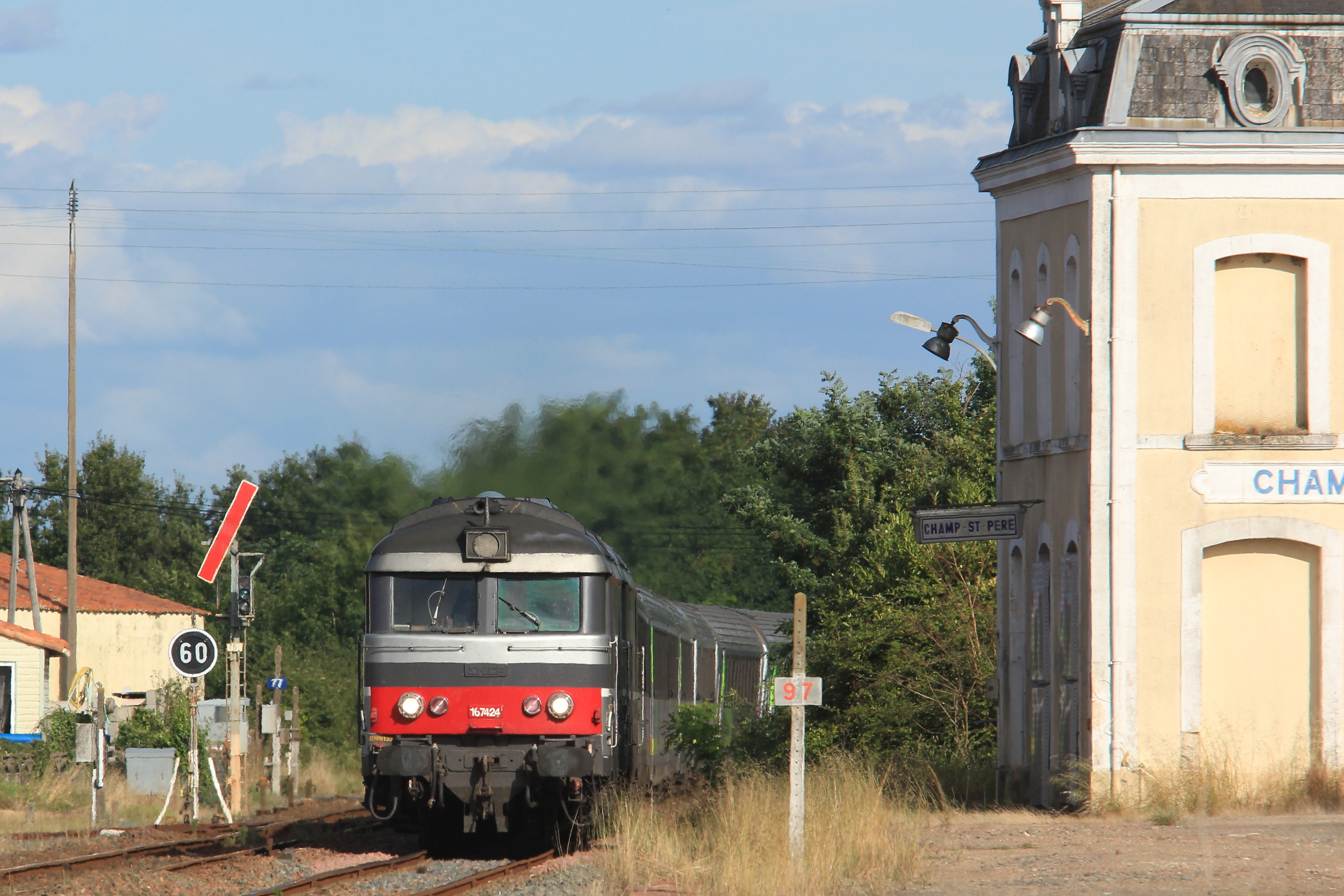
Un train Corail Bordeaux – Quimper traverse la gare de Champ-Saint-Père avant la modernisation de ce tronçon.

À l'origine intégralement à double voie, cette ligne n'est plus exploitable que sur une seule voie, entre La Roche-sur-Yon et La Rochelle depuis les travaux de rénovation de 2021. La rénovation de la seconde voie est prévue, mais son calendrier n'est pas encore arrêté. Le profil en long de la ligne est moyen avec des déclivités maximum de 11 ‰. Son tracé sinueux ne permet qu'une vitesse maximale de 110 à 130 km/h selon les tronçons, ce qui pénalise lourdement l'attrait commercial de la ligne. Le temps de trajet direct Nantes-Bordeaux reste bloqué à plus de quatre heures, une durée voisine de celle en TGV via Paris. L'électrification complète ne s'est jamais non plus justifiée, la traction en rames diesel exploitant déjà le potentiel de la ligne à plein depuis les années 1960.
La section de Nantes à La Roche-sur-Yon est électrifiée en courant alternatif 25 kV - 50 Hz. Cette électrification est effective depuis le 23 octobre 2008, à l'occasion du programme « Paris-Montparnasse - Les Sables-d'Olonne par TGV ». La section de La Roche-sur-Yon à Saintes reste non électrifiée et la traction diesel autonome est nécessaire. La gare de La Rochelle est également électrifiée avec ce même type de courant depuis le 9 juin 1993, dans le cadre de l'électrification de la ligne de Saint-Benoît à La Rochelle-Ville[réf. nécessaire].
La sécurité des circulations des trains est assuré grâce au block automatique lumineux (BAL) entre Nantes et Clisson, au block automatique à permissivité restreinte (BAPR) entre Clisson et La Roche-sur-Yon depuis l’électrification, au BAPR de La Roche sur Yon à La Rochelle ville[réf. nécessaire] et au block manuel de double voie de type Nantes-Bordeaux (BMNB) entre La Rochelle ville et Saintes.
Le très mauvais état de la section La Roche-sur-Yon - La Rochelle a imposé l'abaissement de la vitesse maximale de 130 à 60 km/h à partir de décembre 2015. Entre 2020 et 2021, la desserte ferroviaire a été interrompue sur toute la section afin d'en rénover entièrement l'infrastructure : plateforme et rails d'une des deux voies, ouvrages d'art, signalisation, passages à niveau, rénovation complète et mise en accessibilité de la gare de Luçon. À Marans et Luçon, des évitements ont été créés pour préserver la possibilité de croisement des trains. Les travaux sont finis le 11 juillet 2021 et les trains pour la formation du personnel reprennent le lendemain à la vitesse d'origine, la reprise du service commercial étant prévue le 31 juillet.

## Trafic

### TGV
Cette ligne voit passer des TGV entre Nantes et La Roche-sur-Yon assurant la desserte entre Paris-Montparnasse et Les Sables-d'Olonne depuis le 14 décembre 2008,.

### Intercités

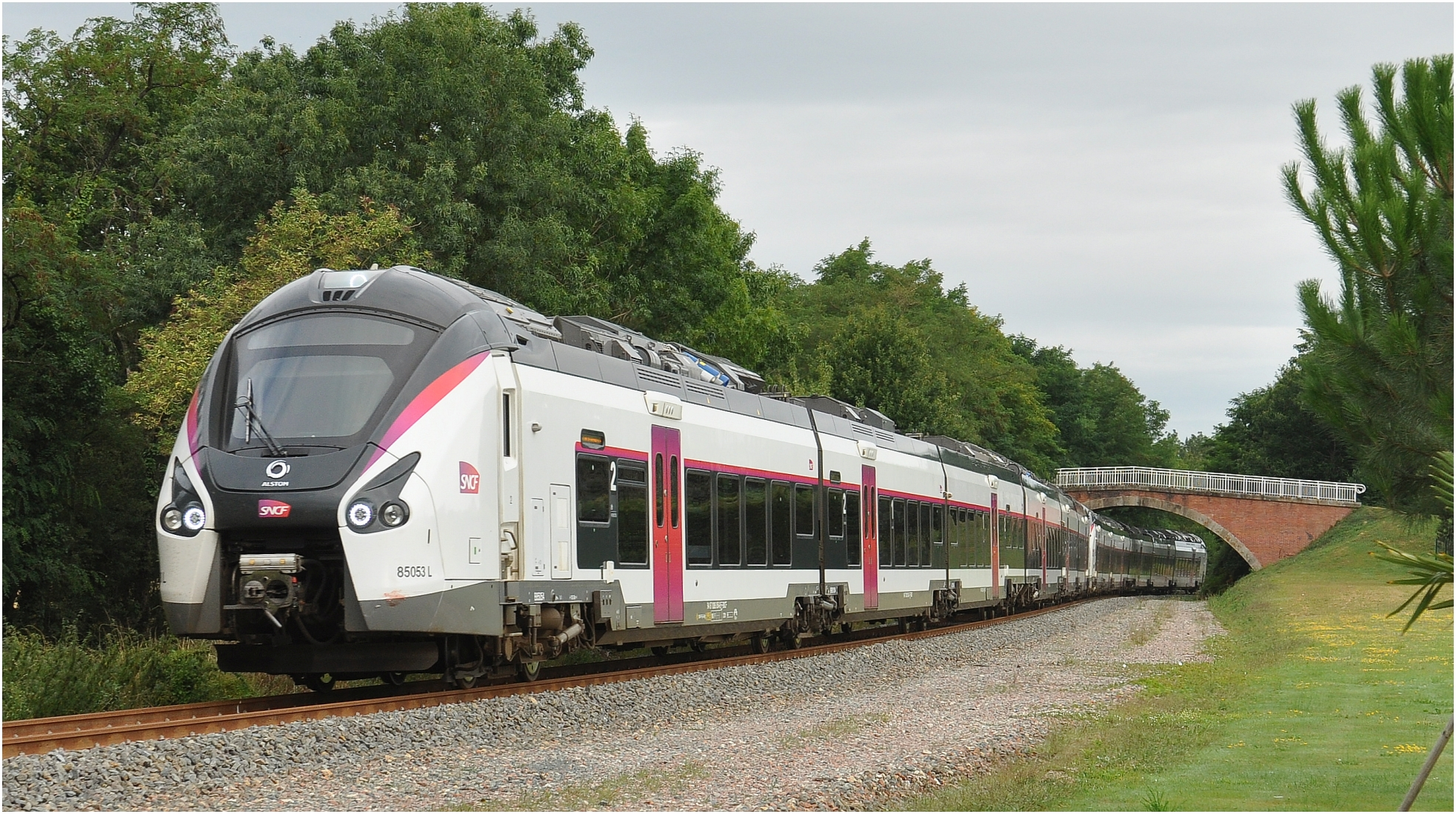
Rame traction diesel Alstom 85000 - Nantes – Bordeaux sur la section à voie unique, à Nesmy, dans une zone sinueuse limitée à 100 km/h.

La ligne est parcourue dans son intégralité par des relations Intercités circulant entre Nantes et Bordeaux. Trois allers-retours quotidiens sont assurés entre ces deux villes ainsi qu'un aller-retour en semaine entre La Rochelle et Bordeaux. Certaines de ces relations étaient prolongées jusqu'à Quimper ou Toulouse et ont été supprimées au service horaire de décembre 2015.
Début 2020, l'État a procédé à un appel à candidatures pour l'exploitation de la ligne Intercités ; il est prévu au terme de celui-ci que l'offre sera portée à quatre allers-retours Nantes – Bordeaux minimum en 2022.
Épisodiquement, des trains de pèlerins pour Lourdes sont organisés au départ de La Roche-sur-Yon.

### TER
Depuis le 14 décembre 2008,, les TER circulent en traction électrique entre Nantes et La Roche-sur-Yon d'où une partie continue jusqu'aux Sables-d'Olonne. Certains TER continuent à être assurés en traction diesel : ceux allant vers Cholet à partir de Clisson, et ceux vers La Rochelle à partir de La Roche-sur-Yon.

#### Tram-train Nantes - Clisson
Depuis le 15 juin 2011, la ligne est en partie exploitée de Nantes à Clisson sous la forme d'un service de tram-train. Au début de sa mise en service, celui-ci comptait trois allers-retours en plus des liaisons traditionnelles en TER. Depuis 2015, le tram-train assure l'intégralité de la desserte de Nantes à Clisson, les TER ne desservent plus les gares intermédiaires[réf. nécessaire].

#### Réouvertures de points d'arrêts
En 2011, une étude a été menée pour vérifier la pertinence de la réouverture de la gare de Marans au service des voyageurs dans le cadre d'une desserte péri-urbaine jusqu'à La Rochelle, à l'instar de la liaison entre La Rochelle et Rochefort, avec desserte de quelques gares intermédiaires qui seraient elles aussi rouvertes pour cette occasion.
En 2013, il a été envisagé de rouvrir les gares de Dompierre-sur-Mer et de Rompsay, sans qu'aucune échéance n'ait été fixée. Une réouverture des haltes entre Marans et La Rochelle est espérée à l'horizon 2023-2024,.

### Fret

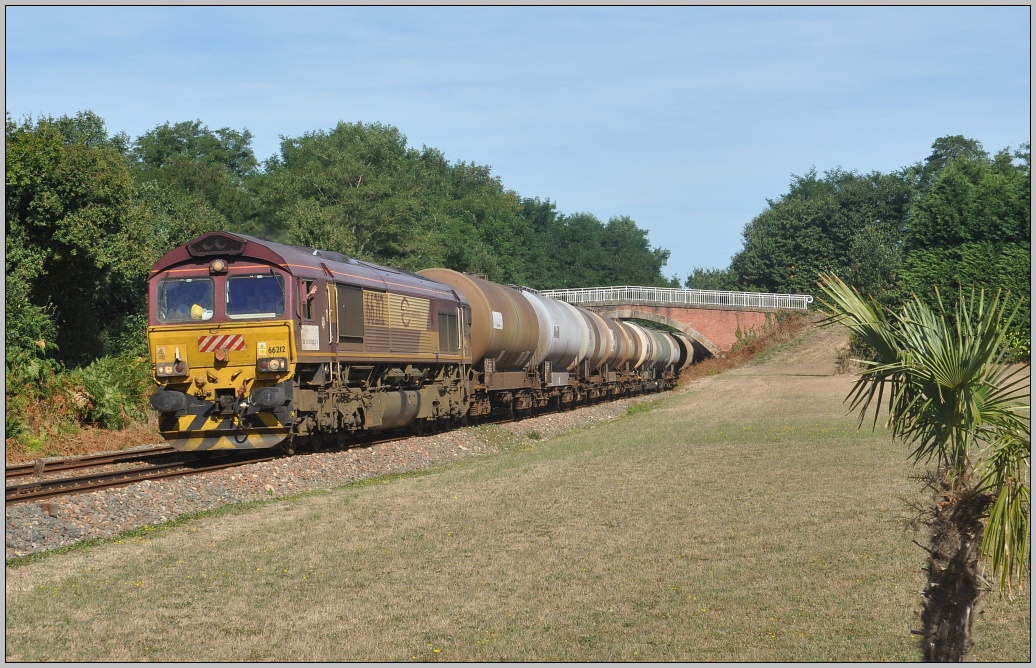
Train ECR Donges – Poitiers à Nesmy.

Plusieurs trains de fret pour le compte de Fret SNCF et Euro Cargo Rail (ECR) empruntent cette ligne. Outre des trains au départ de Nantes, on peut distinguer des trains en provenance de l'usine PRB de La Mothe-Achard sur la bretelle de La Roche-sur-Yon aux Sables-d'Olonne, transportant des poudres pour revêtements de façades à destination de Rognac, des trains en provenance du port de La Pallice soit d'hydrocarbures, soit de pâte à papier à destination des papeteries de Condat, ainsi qu'un trafic de céréales mis en place chaque été entre La Rochelle-Pallice et Marmande.